# 中山吉成
中山 吉成 （なかやま よしなり、1621年（元和7年） - 1684年7月14日（貞享元年6月2日）） は江戸時代前期の槍術家。通称は源兵衛。中山家吉の子。風傳流槍術を開いた。

## 経歴
吉成の父・中山角兵衛家吉は、元和5年（1619年）から同7年（1621年）の間、安藤重信（高崎藩主）に仕え、次いで寛永17年（1640年）まで小笠原政信（関宿藩主）に仕えていた。このため吉成の出生地は、高崎で生まれたとも、関宿で生まれたともされる。父・家吉は竹内流槍術の達人であったと伝えられ、この父から吉成は竹内流槍術を学んだ。
寛永17年（1640年）、小笠原政信の死とともに、中山家吉・吉成父子は小笠原家を辞し浪人となった。
その後、吉成は松平直良（大野藩主）に200石で仕え、家老・丹羽対馬の娘を妻に迎えた。延宝6年（1678年）、松平直良の死とともに浪人となり、近江国（滋賀県）の彦根で槍術を教えて生活した。井伊家の家臣が多く入門したと伝えられる。ただし井伊家への仕官は果たせず、翌年には江戸に移った。
寛文7年（1667年）より、旗本金田正勝の推挙によって戸田氏信（美濃大垣藩主）に250石で仕えたが、天和元年（1681年）、氏信の死とともに再び浪人となり美濃国樽井に住んだ。
戸田家を辞した後は、隣接する美濃国不破郡岩手陣屋領主・竹中重高（交代寄合）のもとに奇遇し、同国加納藩主松平光永の指南役になったともいう。また主を変え諸国を転々としたのは風伝流槍術を伝えるためという。
吉成は晩年には明石へ移り、槍術を教えたため風伝流は幕末まで明石藩で伝えられた。天和2年（1682年）3月、かつて仕えた松平直良の子の松平直明（播磨国明石藩主）が、吉成が浪人していることを知って合力米30人扶持で帰参させたという（『日本武道大系』）。一方、松平直良は300石での再仕官を求めたが、吉成が老齢を理由にを固辞したため、明石郡神出新田のうち十町歩が茶代として吉成におくられたともされる。
貞享元年（1684年）7月14日没、享年64。墓は兵庫県明石市人丸町の月照寺にある。
吉成は関宿時代に竹内流を父から学び、越前大野時代には竹内流をもとに風伝流槍術を開き、のち各地に広めていったと考えられる。吉成は、源流派の竹内流が1丈（約3m）の槍を用いていたのを、1丈2尺（約3m60cm）に延長した。風伝流の名前の由来は、固定した形が無い「風」の本体とその働きに槍術の理想を託したことによる。
また吉成は、幕府右筆の大橋重政を頼り、林羅山に風伝流槍術の由来記の代作を依頼した。この時、羅山の代理で林鵞峰（羅山の子）が作成したのが「風伝流序」で、慶安2年（1649年）のことである。「風伝流序」は風伝流内部で伝書として筆写されて伝えられたほか、林鵞峰の詩文等を集めた『鵞峰文集』にも収められている。